# Lilley (Hertfordshire)
Lilley è un villaggio e parrocchia civile dell'Inghilterra, appartenente alla contea dell'Hertfordshire.